# 白音华南站
白音华南站，位于中华人民共和国内蒙古自治区锡林郭勒盟西乌珠穆沁旗西乌旗白音华能源化工园区，是锡乌铁路上的火车站，2015年7月1日客运开通。

## 歷史
- 2015年7月1日客运开通，时由集通铁路公司大板车务段管辖[5]。
- 2019年11月15日起移交沈阳局集团公司霍林郭勒运营维修段管辖[1][2]。

## 外部連結
- 中国铁路客户服务中心 （页面存档备份，存于）